# Serra del Lladre
La Serra del Lladre és una serra situada al municipi de Sitges (Garraf), amb una elevació màxima de 363 metres.